# Monographic Revision of the Genus Tamarix
Monographic Revision of the Genus Tamarix (abreviado Monogr. Rev. Gen. Tamarix) es un libro con ilustraciones y descripciones botánicas que fue escrito por el botánico y profesor francocanadiense, Bernard René Baum. Fue publicado en el año 1966 con el nombre de Monographic Revision of the Genus Tamarix: final research report. Jerusalem.